# Con Hermida y compañía
Con Hermida y compañía (posteriormente titulado Con Hermida y Cía) fue un programa de televisión de España, dirigido y presentado por Jesús Hermida en la cadena Antena 3 entre 1993 y 1996.

## Formato
Cada semana se propone un tema de debate sobre una cuetión de actualidad que es introducido por la presentador Marta Robles. Seguidamente se entabla un debate entre personalidades académicas y culturales, conducido por Jesús Hermida.
Tras la salida de Robles del programa, Carlos García Hirschfeld y Candela Palazón también colaboraron en las labores de presentación.

## Invitados
Entre los contertulios habituales del programa, figuran, entre otros, el Premio Nobel de Literatura Camilo José Cela, el también escritor Fernando Sánchez Dragó, el filósofo Antonio Escohotado los políticos Celia Villalobos, Pilar Rahola, Jesús Gil y Gil, Amparo Rubiales y Cristina Almeida, los periodistas Andrés Aberasturi, Pepe Oneto, Miguel Ángel Gozalo, Victoria Prego, Pilar Cernuda, Fernando Jáuregui, Nativel Preciado, Javier González Ferrari, Isabel San Sebastián, Pedro J. Ramírez, Consuelo Álvarez de Toledo, Moncho Alpuente y Pilar Urbano y los actores Adolfo Marsillach y José Sacristán.